# Festival Hall (Osaka)

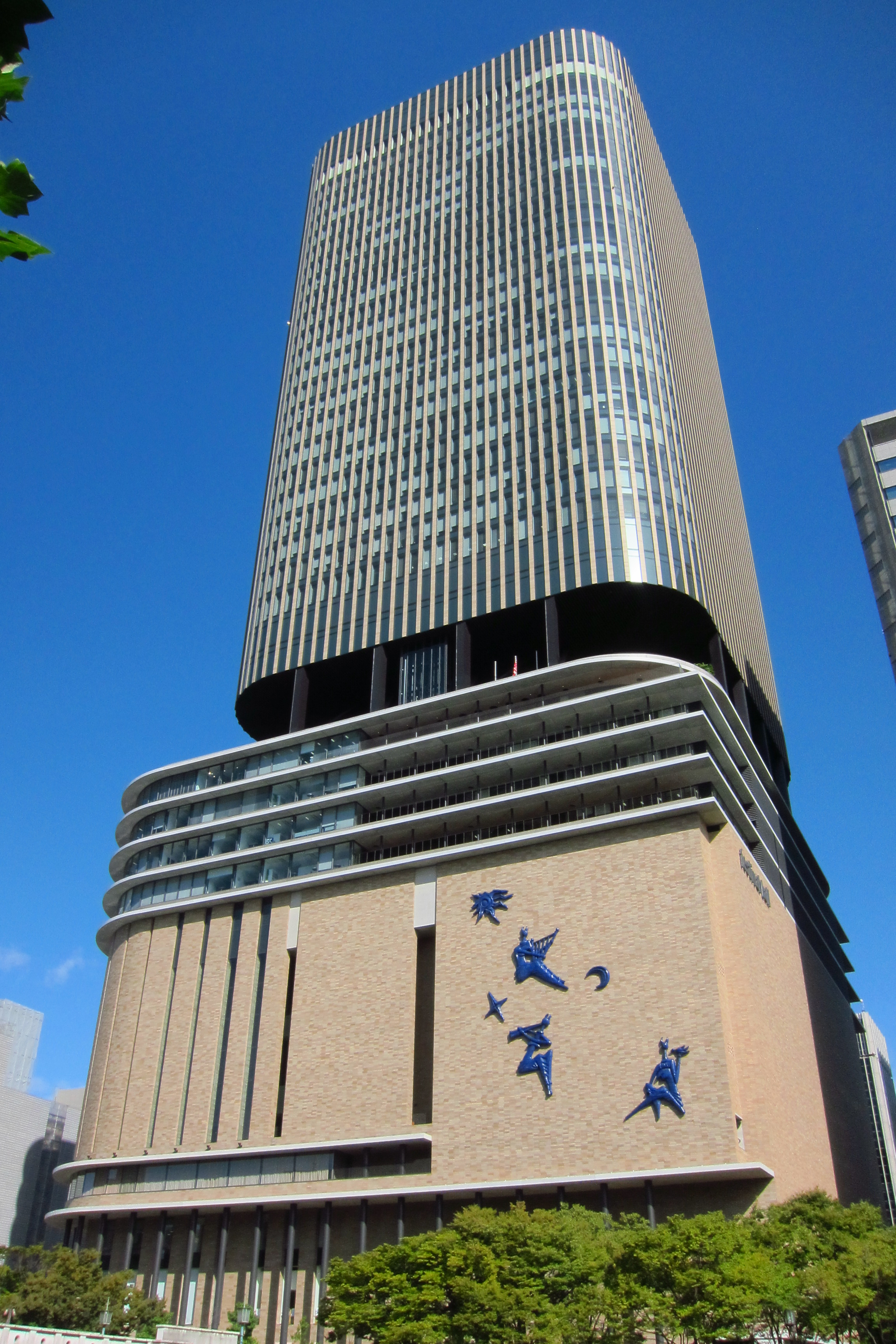
Le Festival Hall à Osaka, 2013

Le Festival Hall (フェスティバルホール) est une salle de concert située dans l'arrondissement Kita-ku d'Osaka, au Japon. Elle est gérée par Asahi Building Co., Ltd., une société immobilière qui gère les propriétés de la société Asahi Shimbun, et elle est logée dans le gratte-ciel Festival Tower. La cérémonie d'ouverture de la nouvelle salle a eu lieu le 3 avril 2013. La nouvelle salle a 2700 places, le même nombre de sièges que la salle d'origine.
La salle est la résidence de l'Orchestre philharmonique d'Osaka. L'orchestre avait déménagé au Symphony Hall de Oyodo-minami, Kita-ku après que la salle originale a été fermée en 2008, puis il est revenu au nouveau Festival Hall 1 an après la réouverture.

## Le premier Festival Hall
Le Festival Hall a été ouvert en 1958, à l'occasion du premier Osaka Festival International, pour lequel il a été spécialement construit. Le Shin Asahi Building a été rénové en un gratte-ciel nommé Festival Tower East. Le plan en a été annoncé en avril 2007. Le Festival Hall a été fermé le 30 décembre 2008 et par la suite démoli.
Le premier Festival Hall avait une excellente acoustique, et il était aimé par beaucoup de musiciens de renom, dont un certain nombre, comme Tatsuro Yamashita, avait exprimé de vives inquiétudes au sujet de la reconstruction de la Salle.

## Le nouveau Festival Hall
La construction de la Festival Tower East a commencé le 9 janvier 2010 et s'est achevée le 6 novembre 2012. Le nouveau Festival Hall a été construit aux 4e, 5e, 6e, 7e et 8e niveaux du gratte-ciel. Ses caractéristiques sont conservées, il laisse le son glisser vers le bas sur le public et on a conservé la largeur de scène de 30 m et  la capacité d'accueil de 2 700 personnes.
La cérémonie d'ouverture de la nouvelle salle a eu lieu le 3 avril 2013. Comme premier événement de la nouvelle salle, le 51e Festival International d'Osaka a eu lieu du 10  au 26 avril.

## Crédit d'auteurs
- (en) Cet article est partiellement ou en totalité issu de l’article de Wikipédia en anglais intitulé « Festival Hall, Osaka » (voir la liste des auteurs).